# E-podręczniki
e-podręczniki do kształcenia ogólnego – komponent rządowego programu „rozwijania kompetencji uczniów i nauczycieli w zakresie stosowania technologii informacyjno-komunikacyjnych – Cyfrowa szkoła”.
W ramach projektu, w latach 2012–2015, przygotowywanych jest 18 nieodpłatnych e-podręczników i 2500 otwartych zasobów edukacyjnych, dostępnych na wolnej licencji Creative Commons, które będą dostępne na otwartym publicznym portalu edukacyjnym dla uczniów i nauczycieli.
Za program odpowiedzialne są Ośrodek Rozwoju Edukacji oraz partnerzy:
- Partner technologiczny – Poznańskie Centrum Superkomputerowo Sieciowe
- Partner merytoryczny – edukacja wczesnoszkolna – Grupa Edukacyjna S. A.
- Partner merytoryczny – przedmioty humanistyczne – Uniwersytet Wrocławski
- Partner merytoryczny – matematyka i przedmioty informatyczne – Politechnika Łódzka
- Partner merytoryczny – przedmioty przyrodnicze – Uniwersytet Przyrodniczy we Wrocławiu

Całkowity koszt programu to 49,3 mln zł.
Stowarzyszenie Wikimedia Polska, Ośrodek Rozwoju Edukacji i Koalicja Otwartej Edukacji uruchomiły projekt „Wiki lubi e-podręczniki”, w ramach którego każdy internauta może wysłać zasoby i współtworzyć e-podręczniki
Pierwsze próbki e-podręczników zaprezentowano we wrześniu 2013. Opinie prasowe wskazywały na prostotę korzystania oraz możliwość korzystania na różnych urządzeniach.